# Wackersleben
Wackersleben è una frazione (Ortsteil) del comune tedesco di Hötensleben, situato nel circondario di Börde, nel land della Sassonia-Anhalt.
Fino al 31 dicembre 2009 Hartmannsdorf era un comune autonomo.